# Galgamácsa
Galgamácsa község Pest vármegyében, az Aszódi járásban.

## Fekvése

### Megközelítése
A Galga-patak völgyében található települést Budapest felől Fót és Veresegyház érintésével a 2102-es, Vác térsége felől a 2105-ös, Aszód és Balassagyarmat irányából pedig a két várost összekötő 2108-as úton érhető el. Központján a 2102-es és 2105-ös utakat összekapcsoló 21 122-es számú mellékút húzódik végig.
Vonattal a MÁV 77-es számú Aszód–Vácrátót és a 78-as számú Aszód–Balassagyarmat–Ipolytarnóc vasútvonalán közelíthető meg, melynek egy megállási pontja van itt, Galgamácsa vasútállomás. Elágazó állomás; a legközelebbi megállóhelyek: Aszód irányában Iklad-Domony felső, a váci vonalon Váckisújfalu, az ipolytarnócin pedig Galgagyörk. Az állomás bekötőútja körülbelül 2018-ig országos közútként a 21 317-es útszámot viselte, azóta számozatlan önkormányzati útnak minősül.

## Története
Galgamácsa nevét az ismert források először a középkorból említik, bár a környezete nagyon régóta lakott. Mácsa egyike volt az Ákos nemzetség hatalmas birtokát kitevő településeknek, már 1284-ben. A község a nevét feltehetőleg a Sydo nemzetségből származó Mácsa (1237-1267) után kapta.
1421-ben Alsómacha és Felsewmacha még két külön településként szerepelt. A község a török hódoltság alatt sem pusztult ki.
A 14. században épült épületei a katolikus templom kivételével földig pusztultak. A 18. század közepén gróf Grassalkovich Antal szerezte meg a település tulajdonjogát, ettől kezdve a gödöllői uradalom sorsában osztozott.
A falu 1827. március 23-án leégett, csupán 7 ház maradt épségben. Ennek emlékét őrzi az ún. Hétház-sor.
A község a Galgamácsa nevet 1900. november 26-án vette fel, a Statisztikai Hivatal ajánlása alapján.

## Közélete

### Tanácselnökei a 20. század második felében
- 1950-es évek első fele: Tóth Lajos
- 1956-tól: Budai Károly
- 1967–1974: Sinkó József
- 1974–1980: Turcsán János
- 1980–1990: Tóth András

### Polgármesterei a rendszerváltás óta
- 1990–1993: Tóth András (független)[3]
- 1993–1994: Dudás Zoltán
- 1994–1998: Dudás Zoltán (független)[4]
- 1998–2002: Dudás Zoltán (független)[5]
- 2002–2003: Dr. Pesti Klára (független)[6]
- 2003–2006: Dr. Pesti Klára (független)[7]
- 2006–2010: Dr. Pesti Klára Edit (független)[8]
- 2010–2014: Vircsák Mihály (független)[9]
- 2014–2019: Ecker Tamás (független)[10]
- 2019–2024: Ecker Tamás (független)[11]
- 2024– : Rózsahegyi Richárd (független)[1]

2003. szeptember 21-én időközi polgármester-választást (és képviselő-testületi választást) tartottak Galgamácsán, az előző képviselő-testület önfeloszlatása miatt. A választáson az addigi polgármester is elindult, és – egyetlen, azonos családnevű ellenfelével szemben – meg is erősítette pozícióját.

## Népesség
A település népességének változása:
| Lakosok száma | 1854 | 1810 | 1799 | 1837 | 1862 | 1830 | 1833 |
|               | 2013 | 2014 | 2018 | 2021 | 2022 | 2023 | 2024 |

A 2011-es népszámlálás során a lakosok 88,5%-a magyarnak, 0,4% bolgárnak, 0,9% cigánynak, 0,4% németnek, 0,2% románnak, 0,3% szlováknak mondta magát (11,5% nem nyilatkozott; a kettős identitások miatt a végösszeg nagyobb lehet 100%-nál). A vallási megoszlás a következő volt: római katolikus 55,3%, református 4,5%, evangélikus 4,6%, görögkatolikus 0,5%, felekezeten kívüli 7,3% (24,7% nem nyilatkozott).
2022-ben a lakosság 93,2%-a vallotta magát magyarnak, 0,8% cigánynak, 0,8% németnek, 0,4% ukránnak, 0,3% románnak, 0,3% szlováknak, 0,2% szerbnek, 0,1-0,1% horvátnak, örménynek és bolgárnak, 3,4% egyéb, nem hazai nemzetiségűnek (6,7% nem nyilatkozott; a kettős identitások miatt a végösszeg nagyobb lehet 100%-nál). Vallásuk szerint 43,3% volt római katolikus, 4,7% evangélikus, 4,4% református, 0,5% görög katolikus, 0,1% ortodox, 2,4% egyéb keresztény, 1,1% egyéb katolikus, 9,9% felekezeten kívüli (33,4% nem válaszolt).

## Nevezetességei, híres szülöttei
- Vankóné Dudás Juli Emlékház
- Galgamácsa szülötte a nemzetközileg is elismert naiv festő, néprajzi krónikás paraszt „polihisztor” Vankóné Dudás Juli (1919–1984). Képei a róla elnevezett emlékházban tekinthetők meg.
- Itt született és élt Somogyi István, a Lengyel Államtanács érdemkeresztjének arany fokozatával kitüntetett autodidakta festőművész, polihisztor (1930–1998).
- 1839-ben itt született Kuliffay Ede, költő, történetíró, a Nemzeti Színház titkára.